# 浙江自然博物院
浙江自然博物院前身为始建于1984年的浙江自然博物馆，位于西湖文化广场B区的新馆于2009年7月28日建成开放，2012年成为国家一级博物馆，2018年底安吉馆开放。杭州馆内有近13万件珍贵的标本，是一座以“自然与人类”为主题，以提高民众的自然科学文化素质和生态环境保护意识为宗旨，集科普教育、收藏研究、文化交流、智性休闲于一体的自然博物馆。

## 历史

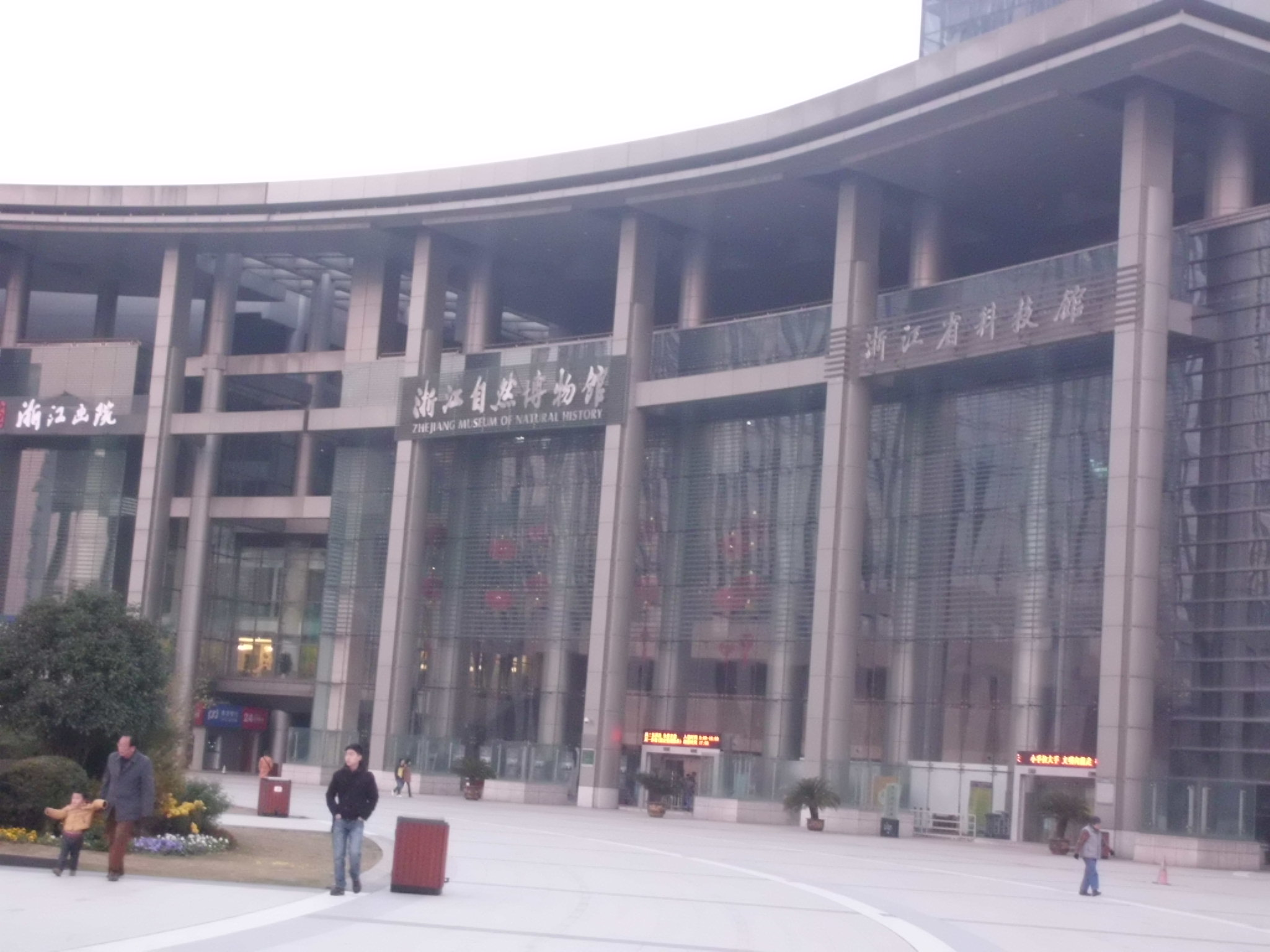
杭州新馆

浙江自然博物馆始于1929年成立的浙江省西湖博物馆。1953年，西湖博物馆更名为浙江博物馆。1984年7月，浙江博物馆的自然部分单独建制，成立了浙江自然博物馆。教工路馆舍于1998年对外开放，2009年搬迁至西湖文化广场，2018年8月更名为浙江自然博物院；2018年12月28日，安吉馆开馆。
杭州新馆建筑面积2.6万平米，常设展厅9000平方米，临时展厅2500平方米，库房面积5000平方米。新馆比老馆面积扩大了3.8倍，陈列展示面积扩大了近5倍，年接待观众能力从15万人次提高至100余万人次；陈列内容、形式更加科学生动，展示手段更加多元先进。三大展示版块为“地球生命故事”、“丰富奇异的生物世界”、“绿色浙江”。
2012年，浙江自然博物馆被国家文物局核定为第二批国家一级博物馆。

## 安吉馆

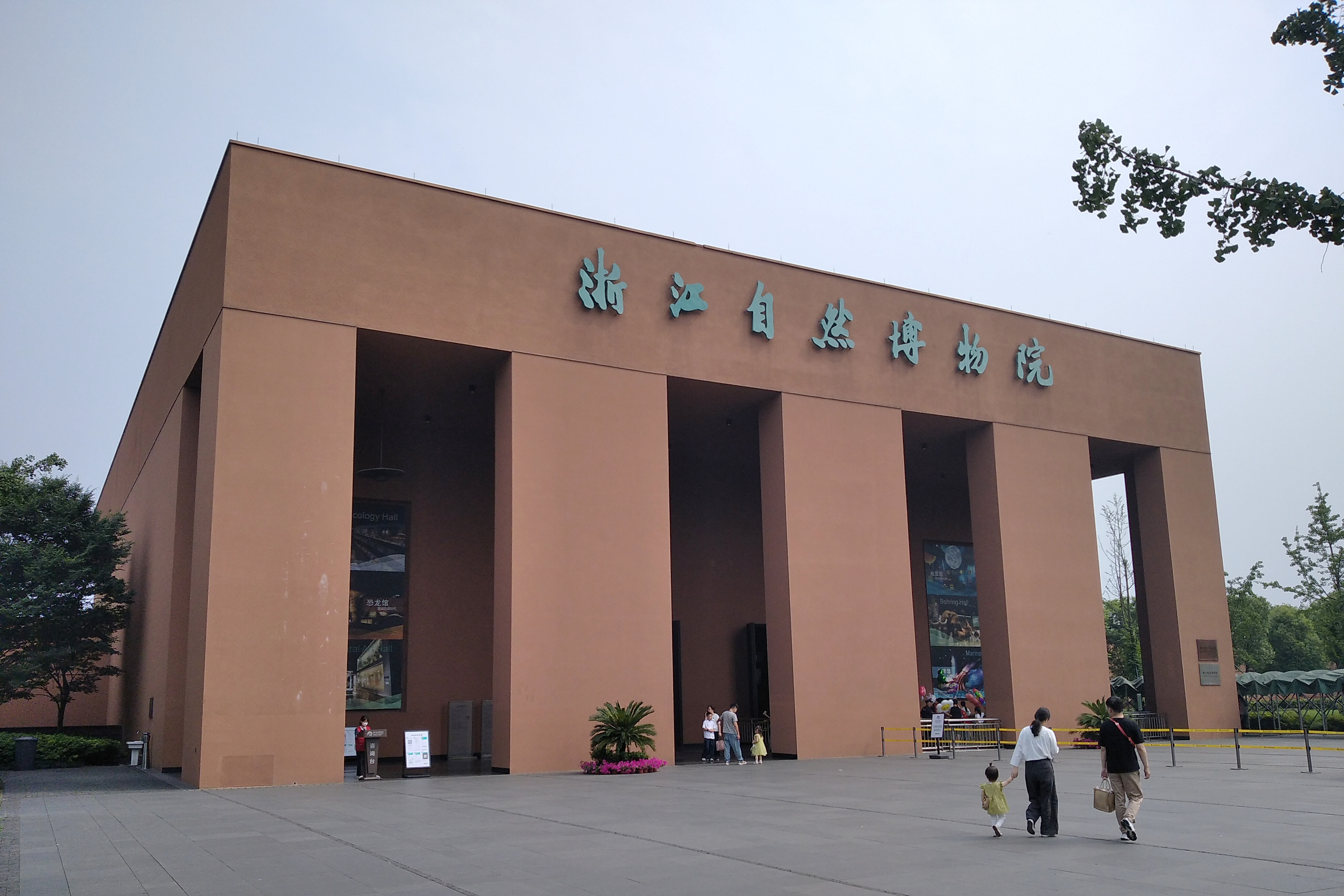
安吉馆

浙江自然博物院安吉馆位于湖州安吉县科教文新区，是浙江省411重大文化设施项目，2014年省委省政府决定筹建，2015年10月28日，浙江自然博物园主馆土建工程建设启动；2016年3月18日，浙江自然博物园核心馆区项目建设工程正式开工。它由世界著名建筑设计公司德国戴卫·奇普菲尔德事务所主持设计，遵循“建筑长在山坡上”的整体设计，八幢建筑分散布局。设有地质馆、贝林馆、海洋馆、自然艺术馆、恐龙馆和生态馆六大主题展馆，以及4D影院、3个临时展厅，数百平米的自然探索中心等，占地300亩、馆舍面积6.1万平米，是亚洲最大的自然博物馆之一。
杭州馆区陈列展览的功能定位以知识传播为主；安吉馆则以休闲体验为特色，注重参与体验。
2020年5月，“浙江自然博物院安吉馆基本陈列”获得在南京举办的2019年度全国博物馆十大陈列展览——精品奖。

## 参观
每周二至周日，9：00——17：00，免费开放。

## 交通
杭州地铁1号线、3号线、19号线西湖文化广场站。公交车:502路、K76路、K156路、k2、k38、k57、k58、k78、k105、k106、k72。